# 나이지리아 여자 프리미어리그
나이지리아 여자 프리미어리그(영어: Nigeria Women Premier League)는 나이지리아의 가장 높은 등급의 여자 축구 리그이다. 1990년에 설립되었다.

## 진행 방식
나이지리아 여자 프리미어리그는 16개 팀을 4개 조로 나눈 다음에 홈 앤 어웨이 방식을 띤 조별 예선을 진행한다. 각 조에서 4위를 차지한 4개 팀은 홈 앤 어웨이 방식을 띤 플레이오프로 진출하여 하위 리그로 강등될 2개 팀을 결정한다. 각 조에서 1위를 차지한 4개 팀은 홈 앤 어웨이 방식을 띤 결선 리그인 슈퍼 4 미니 토너먼트로 진출하여 전체 리그 우승 팀을 결정한다.

## 2019 시즌 참가 팀
| A조 - 리버스 엔젤스 (Rivers Angels) - FC 로보 (FC Robo) - 오순 베이브스 (Osun Babes) - 델타 퀸스 (Delta Queens) | B조 - 드림 스타스 레이디스 (Dream Stars Ladies) - 에도 퀸스 (Edo Queens) - 하틀랜드 퀸스 (Heartland Queens) - 아다마와 퀸스 (Adamawa Queens) | C조 - 바이엘사 퀸스 (Bayelsa Queens) - 카두나 퀸스 (Kaduna Queens) - 선샤인 퀸스 (Sunshine Queens) - 나사라와 아마존스 (Nasarawa Amazons) | D조 - 컨플루언스 퀸스 (Confluence Queens) - 이봄 엔젤스 (Ibom Angels) - 아비아 엔젤스 (Abia Angels) - 인빈서블 (Invincible Angels) |